# Halosphaeria torquata
Halosphaeria torquata är en svampart som beskrevs av Kohlm. 1960. Halosphaeria torquata ingår i släktet Halosphaeria och familjen Halosphaeriaceae.   Inga underarter finns listade i Catalogue of Life.